# Yangcheng

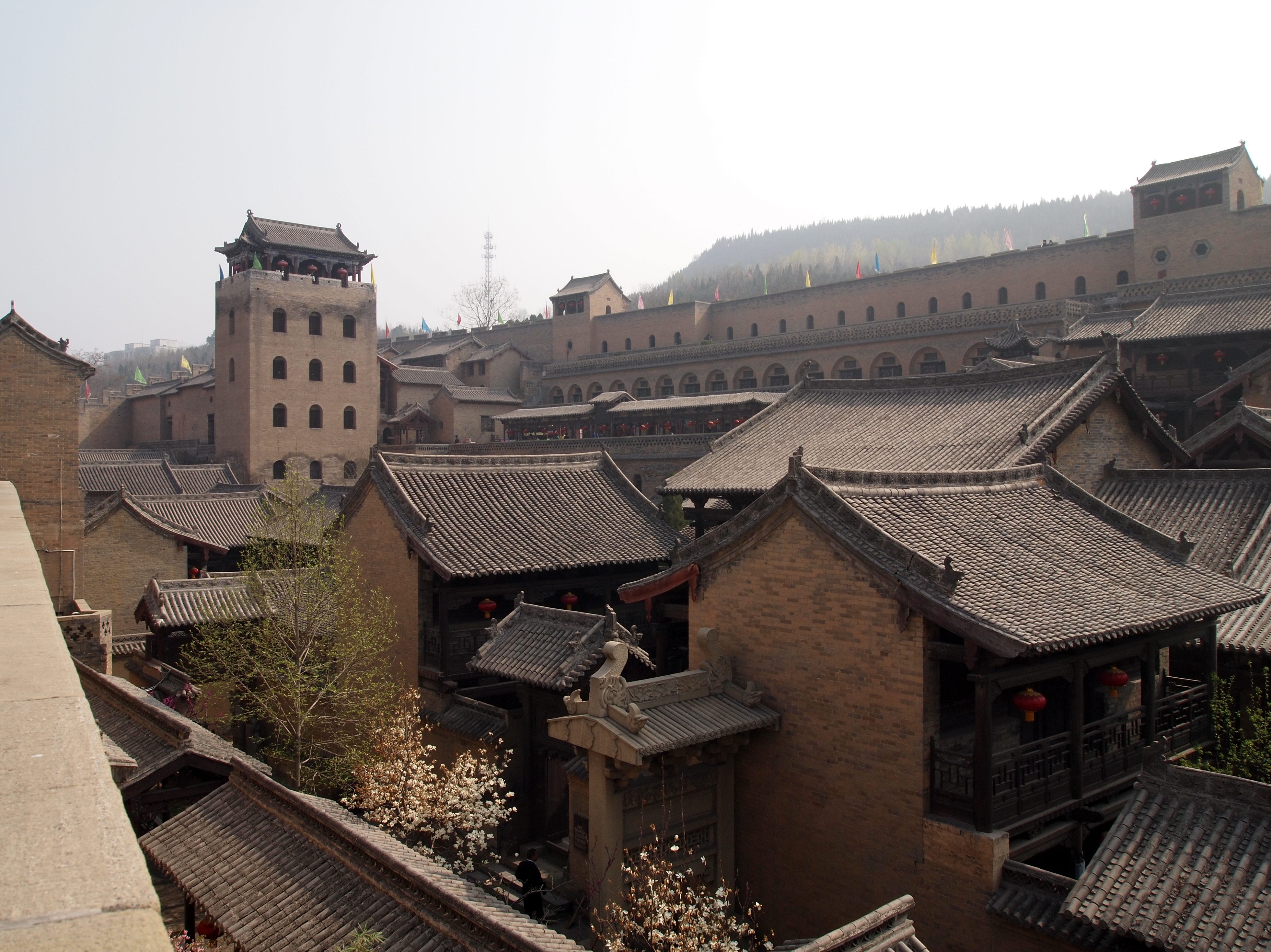
Yangcheng

Yangcheng (阳城县,  Yángchéng Xiàn) ist ein chinesischer Kreis, der zur bezirksfreien Stadt Jincheng im Süden der Provinz Shanxi gehört. Die Fläche beträgt 1.936 Quadratkilometer und die Einwohnerzahl 350.474 (Stand: Zensus 2020). 1999 zählte Yangcheng 396.174 Einwohner.